# Melanophidium
Melanophidium este un gen de șerpi din familia Uropeltidae.

Cladograma conform Catalogue of Life:
| Melanophidium | \| \| Melanophidium bilineatum \| \| \| \| \| \| Melanophidium punctatum \| \| \| \| \| \| Melanophidium wynaudense \| \| \| \| |
|               | \| \| Melanophidium bilineatum \| \| \| \| \| \| Melanophidium punctatum \| \| \| \| \| \| Melanophidium wynaudense \| \| \| \| |
|               | Brachyophidium |
|               | |
|               | Platyplectrurus |
|               | |
|               | Plectrurus |
|               | |
|               | Pseudotyphlops |
|               | |
|               | Rhinophis |
|               | |
|               | Teretrurus |
|               | |
|               | Uropeltis |
|               | |
|               | Melanophidium bilineatum |
|               | |
|               | Melanophidium punctatum |
|               | |
|               | Melanophidium wynaudense |
|               | |

|  | Melanophidium bilineatum |
|  |                          |
|  | Melanophidium punctatum  |
|  |                          |
|  | Melanophidium wynaudense |
|  |                          |